# Arthraxon prionodes
Arthraxon prionodes är en gräsart som först beskrevs av Ernst Gottlieb von Steudel, och fick sitt nu gällande namn av James Edgar Dandy. Arthraxon prionodes ingår i släktet Arthraxon och familjen gräs. Inga underarter finns listade i Catalogue of Life.